# الرجل اليائس (لوحة)

الرجل اليائس (بالفرنسية: Le Désespéré )‏ هي لوحة زيتية عبارة عن بورتريه ذاتي لغوستاف كوربيه، رسمها في أوائل فترة إقامته في باريس. وهي موجودة حالياً ضمن مجموعة خاصة للمجلس الاسثماري للفن بي إن بي باريبا لكنها عُرضت في معرض كوربيه الذي أقامه متحف أورسيه عام 2007.